# Jussy, Genève
Jussy är en ort och kommun i kantonen Genève, Schweiz. Kommunen har 1 173 invånare (2023).
Kommunen gränsar till Frankrike.